# اولگا شوبرووا
اولگا شوبرووا (چکی: Olga Schoberová؛ زادهٔ ۱۵ مارس ۱۹۴۳) بازیگر اهل جمهوری چک است. وی بین سال‌های ۱۹۶۳ تا ۱۹۸۴ میلادی فعالیت می‌کرد.
از فیلم‌ها یا برنامه‌های تلویزیونی که وی در آن نقش داشته است می‌توان به شب‌های پرحرارت پوپیا، آدلا هنوز شام نخورده و ساعت بیست و پنج اشاره کرد.